# ベシクタシュJK (バスケットボール)
ベシクタシュJK（Beşiktaş Basketbol）は、トルコ・イスタンブールベシクタシュを本拠地とするプロバスケットボールチームである。ベシクタシュJKの男子バスケットボール部門で、2015年から2020年までのスポンサーネームはベシクタシュ・損害保険ジャパン。

## 概略
1933年創立。
1940年よりターキッシュ・バスケットボール・リーグに参加。1975年にはリーグ優勝を果たす。
2010年、NBAのスーパースターとして活躍したアレン・アイバーソンを獲得。
2011年のNBAロックアウト期間中にはデロン・ウィリアムスを獲得している。ウィリアムスが在籍中に使用していた背番号『8』は永久欠番となっている。
2022-23シーズンのBSLでは、10勝20敗の14位という結果で、ギリギリで1部リーグ残留という結果だった。
2016年からはFIBAが主催するBCLやFIBAヨーロッパカップに出場していたが、2023年からはユーロカップへ移った。2023-24シーズンのユーロカップでは準決勝まで進出している。
2024-25シーズンのBSLでは、レギュラーシーズンを2位で終える。プレーオフでは準々決勝でガラタサライSKを破って準決勝に進出する。準決勝ではアナドル・エフェスSKとの対戦となり、5戦方式の最終第5戦までもつれたシリーズを制しファイナルに進出した。ファイナルではフェネルバフチェ・ベコ相手に1勝4敗(7戦方式)で敗れ準優勝。
2019年、日本の三遠ネオフェニックスと姉妹クラブ提携。
2023年12月3日行われたフェネルバフチェ・ベコとの試合では、ベジクタシュのファンが対戦相手の選手であるヤム・マダールに向けてコインを投げつけ、マダールの目に直撃する事件が起きた。

## スポンサーネーム
- Beşiktaş Cola Turka: 2005-2011
- Beşiktaş Milangaz: 2011-2012
- Beşiktaş Integral Forex: 2013-2015
- Beşiktaş Sompo Japan: 2015-

## 主なタイトル
ターキッシュ・バスケットボール・リーグ
- 優勝: 2回（1975, 2012）

## 歴代所属選手
- ジャン・アクン
- ジュネイト・エルデン
- ジェフヘル・ヨゼル
- エンギン・アトシュル
- エルカン・フェイセロール
- エルマン・クンテル
- ハルク・ユルドゥルム
- ヒュセイン・ベショク
- ヒュスニュ・チャクルギル
- カヤ・ペケル
- ケレム・トゥンチェリ
- レフェント・トプサカル
- メフメト・ヤームル
- ムラトジャン・ギュレル
- ネディム・ユジェル
- ヨメル・ビュユカイジャン
- セルハト・チェティン
- セルカン・エルドアン
- スィナン・ギュレル
- タメル・オイグチュ
- トルガ・テキナルプ
- トゥトク・アチュク
- ウフク・サルジャ
- ベルク・ウグルル
- イギット・アルスラン
- アルペラン・シェングン
- ラトコ・ヴァルダ
- ダミル・マルコタ
- サンドロ・ニツェヴィッチ
- トミスラヴ・ルジッチ
- ジュロ・オストイッチ
- プレドラグ・ドロブニャク
- ヴラディミル・ダシツ
- マルコ・シモノヴィッチ
- デレク・ニーダム
- ガスペル・ヴィドマル
- ゾラン・エルツェグ
- ミハウ・ソコロフスキ
- アレン・アイバーソン
- デロン・ウィリアムス
- アール・クラーク
- アイザイア・ホワイトヘッド
- ロンデー・ホリス＝ジェファーソン
- コルトン・アイバーソン
- デドリック・ローソン
- レイトン・ハモンズ
- エマニュエル・テリー
- ジョーダン・ボーン
- ヨナ・マシューズ
- カイル・アルマン
- コナー・モーガン
- ライアン・ブローコフ
- エリック・マーフィー(英語版)
- マチェイ・ランペ
- カルロス・アローヨ
- エリアス・アユソー

## 歴代ヘッドコーチ
- エルマン・クンテル 1996-1997
- アフメト・カンデミル 1997-2003
- イフサン・バユルケン 2003-2005
- ブラク・ブユクタイ 2005
- ムラト・ディディン 2005-2007
- ウフク・サルジャ 2007
- エルギン・アタマン 2007-2008
- ハカン・デミル 2008-2009
- ブラク・ブユクタイ 2009-2011
- エルギン・アタマン 2011-2012
- エルマン・クンテル 2012-2013
- アフメト・カンデミル 2013-2015
- ヘンリク・デットマン 2015-2016
- ヤウゼル・ウルー 2016
- ドゥシャン・アリンピエヴィッチ 2023-